# Spravedlnost (Červený trpaslík)
Spravedlnost (v anglickém originále Justice) je třetí díl čtvrté série (a celkově dvacátý první v rámci seriálu) britského kultovního scifi seriálu / sitcomu Červený trpaslík. Poprvé byl odvysílán 28. února 1991 na stanici BBC2. Scénář napsali Rob Grant a Doug Naylor, režie se ujal Ed Bye.

## Námět
Posádka kosmické lodi Červený trpaslík navštíví high-tech vězení, v němž se vyskytuje Pole spravedlnosti. V tomto poli není možné spáchat jakýkoli zločin, o čemž se přesvědčí nejen Lister, ale i krvežíznivý replikant, který byl rozmrazen z nalezeného modulu a nyní má spadeno na své osvoboditele.

## Děj epizody
David Lister trpí vesmírnými příušnicemi, na hlavě mu vyrazil obrovský otok. Nikdo z přátel se nemá k tomu, aby jej navštívil. Jediný Kryton se zodpovědně stará o blaho Listera. Android se prořekne, že posádka narazila na modul se zmrazenou ženou, která se jmenuje Barbara Bellini. Lister se rozhodne, že zahálky už bylo dost a přes Krytonovy protesty se vydává zjistit bližší informace o zachyceném modulu.
Jediný živý člověk na palubě Červeného trpaslíka - Dave Lister si pečlivě prohlíží modul a zjistí, že není spuštěn rozmrazovací proces. Za Kocourovy asistence jej nastartuje. Oba se přou, který z nich půjde na rande s Barbarou Bellini, až se rozmrazí. Radost jim zkazí Arnold Rimmer, jenž vejde do kajuty společně s Krytonem. Rimmer si dal práci, prozkoumal černou skříňku a tak ví, že uvnitř modulu nemusí být nezbytně Barbara Bellini, nýbrž se může rozmrazovat vražedný replikant. Modul totiž pochází z trestanecké kolonie a spuštěný program na rozmrazování již nejde zastavit. Po krátké poradě se posádka rozhodne odletět na trestaneckou kolonii a počkat, jak se situace vyvine. Pokud by se uvnitř nacházel nebezpečný replikant, v kolonii by si s ním měli poradit. Kryton objasňuje rozdíl mezi replikantem a androidem. Replikant je téměř nezničitelný android, ale
„android by nikdy člověku neutrhl hlavu a nenaplil by mu do krku.“
Cestou na kolonii pukne Listerovi otok na hlavě a značná část hmoty zasáhne Kocoura, následkem čehož Kocour ztrácí vůli žít. V trestanecké kolonii řízené počítačem je dobrodruhům nejprve provedena tzv. paměťová sonda, která má odhalit důkazy kriminální činnosti. Lister sice nemá stoprocentně čistý rejstřík, ale společně s Kocourem a Krytonem je mu povolen svobodný pohyb po kolonii. Zato Rimmer je shledán vinen vraždou 2.stupně - když vinou nedbalosti při opravě tepelného štítu způsobil smrt celé posádky kosmické lodi jupiterské důlní společnosti Červený trpaslík.
Verdikt zní: 9 000 let káznice.
Lister jde navštívit Rimmera, jenž je frustrován z vyhlídky na nekonečnou dobu věznění. Přinesl Rimmerovi knihu, která mu má pomoci se zabavit, zatímco na Zemi přejde několik dob ledových. Lister se podivuje nad prostorem, který ani vězení nepřipomíná, nejsou tu žádné zámky ani stráže. Rimmer mu poskytne názorný příklad, nabádá jej, aby spáchal drobný přečin, např. zapálení prostěradla. Lister tak učiní, ale místo prostěradla mu začne hořet bunda na zádech. Teď už chápe dokonalost napravovacího zařízení. Dostaví se Kocour a Kryton, jenž je přesvědčen, že bude možné se odvolat a dosáhnout tak zproštění viny pro Rimmera. Kryton postaví obhajobu na zdůrazňování Rimmerovy neschopnosti, hlouposti a bezvýznamnosti a je úspěšný. Rimmer potvrdí pověst blbce, neboť má námitky i proti svému obhájci a ve finále požaduje omluvu. Po Rimmerově osvobození se posádka chystá odletět z tohoto nevyzpytatelného místa, ale na palubě Kosmika na ni čeká nemilé překvapení - rozmrazený ozbrojený replikant. V následném úprku se podaří Listerovi a Rimmerovi schovat se a v jednom okamžiku drží Lister replikanta na mušce. Replikant neví o jejich poloze, odloží zbraň a vyzývá je, aby mu odevzdali klíče od Kosmika a zachránili si tak život. Apeluje na morální hledisko, že nebude zastřelen neozbrojen. Ačkoli Rimmer nabádá Listera k palbě, ten vskutku nedokáže střílet do zad neozbrojeného replikanta a odhodlá se k dialogu. Během rozhovoru vyjde najevo, že jak replikant, tak Lister blufovali - oba jsou ozbrojeni. V potyčce se replikant oddělá sám, neboť se nachází v Poli spravedlnosti a každá rána mířená na Listera zasáhne jeho samotného. Lister si tento fakt posléze uvědomí. Ne tak Kocour, jenž přiběhne pomoci svému parťákovi a trefí replikanta lopatou do hlavy, načež se zhroutí.
Posádka opouští kolonii a Lister filozofuje o významu trestu a spravedlnosti, jenž není zcela naplněn v této umělé kolonii. Přehlédne otevřený poklop a spadne do jámy. Ostatní si oddechnou a Kocour víko nad Listerem zaklapne.

## Zajímavosti
- Epizoda obsahuje několik nesrovnalostí. Počet členů posádky, z jejichž smrti je Rimmer obviněn a následně této viny zproštěn, se zvedl o rovný tisíc. Kryton také při obhajobě zmíní, že Rimmer propadl u astronavigačních nejméně třináctkrát (v české verzi dokonce třicetkrát), přitom v Ozvěnách budoucnosti Rimmer sám přiznal, že zkoušku absolvoval desetkrát (když počítá i tu, kdy ho chytla křeč), zatímco v Čekání na Boha mluví o jedenácti propadnutích.[3]

## Kulturní odkazy
- v epizodě zazní jména: Florence Nightingalová, Sloní muž, Dlouhý John Silver, Napoleon Bonaparte.
- na boku replikantovy zbraně je napsán text „Make My Day“, je to odkaz na známou hlášku „Go ahead, make my day“ z amerického filmu z r. 1983 Náhlý úder (anglicky Sudden Impact).
- celkový vzhled replikanta připomíná Borgy z prostředí Star Treku.

### Související článek
- Věznice